# Управляемая авиационная бомба

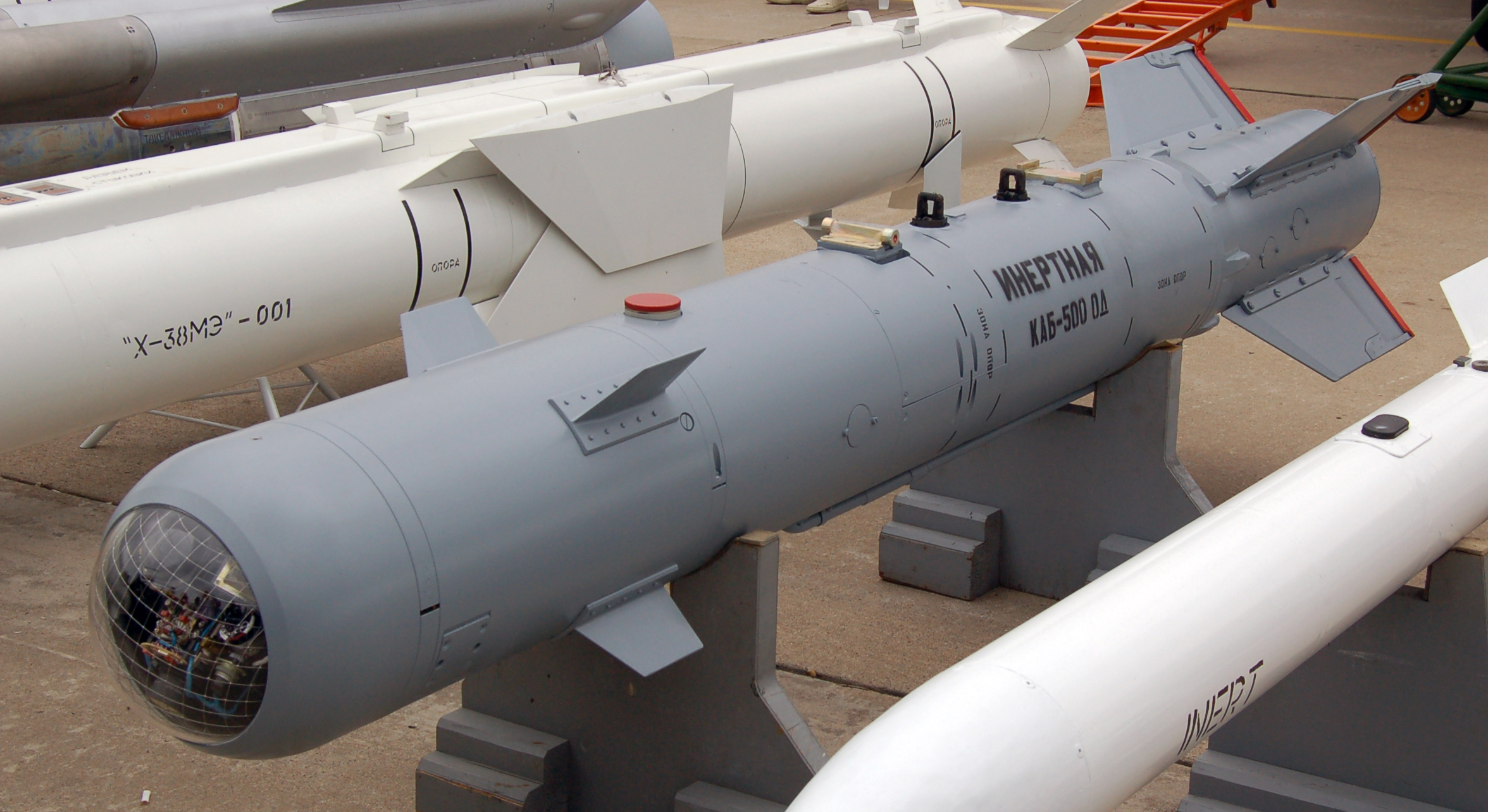
КАБ-500ОД на МАКС 2009.

Управляемые авиационные бомбы (УАБ), или корректируемые авиационные бомбы (КАБ), в англоязычной литературе ─ умные бомбы (англ. smart bomb) — один из видов управляемых авиационных средств поражения (УАСП).
УАБ представляют собой авиационные бомбы, снабжённые системой управления и наведения. Некоторые модели УАБ вдобавок к системе управления оснащаются также небольшими ракетными двигателями, что повышает дальность и улучшает управляемость полётом.

## Типы УАБ
- с радиокомандным наведением;
- с телевизионным наведением;
- с инфракрасным самонаведением — КВО порядка нескольких десятков метров;
- с лазерным наведением — КВО менее десятка метров;
- с GPS-приёмником улучшенной точности (JDAM) — КВО порядка десятка метров.
- c ГЛОНАСС-приёмником улучшенной точности (КАБ-500С) — КВО порядка десятка метров.

## Сравнение УАБ с управляемыми ракетами
Важной характеристикой авиационного боеприпаса является коэффициент наполнения — отношение массы взрывчатого вещества к полной массе бомбы. Для авиационных управляемых ракет он составляет 0,2—0,5 (такое низкое соотношение обусловлено необходимостью размещения в корпусе ракеты двигателя, топливных баков, систем коррекции и наведения), для неуправляемых авиационных бомб он близок к 1, для УАБ значение этого коэффициента — 0,7—0,9. При этом область возможных сбросов бомбы с больших высот лишь незначительно уступает зоне дальней границы пуска ракеты. При практически одинаковых стартовой массе и дальности пуска (сброса) УАБ может нести значительно больше взрывчатого вещества, чем авиационная ракета.